# CONCACAFチャンピオンズリーグ2016-17 グループステージ
CONCACAFチャンピオンズリーグ2016-17 グループステージ (2016–17 CONCACAF Champions League group stage) は、2016年に開催されたCONCACAFチャンピオンズリーグ2016-17の第1ラウンドである。各グループの最上位チームが決勝トーナメントへ進出する。

## 抽選
組み合わせ抽選会は、2016年5月30日20:00（UTC-4）よりアメリカ合衆国のマイアミで行われた。
24チームが3つのポットに振り分けられて抽選が行われ、同じ協会に所属するチームが同じグループにならないように、3チームずつ8つのグループに分けられる。ポット分けは過去4シーズンの結果に基づいて決定され、以下の通りとなった。
- ポット1：エルサルバドル（2チーム）、パナマ第2代表・ニカラグア・ベリーズ（各1チーム）、カリブ海（3チーム）
- ポット2：コスタリカ・ホンジュラス・グアテマラ（各2チーム）、パナマ第1代表・カナダ（各1チーム）
- ポット3：メキシコ・アメリカ合衆国（各4チーム）

| ポット1                    | ポット1                    | ポット1                  | ポット1                          |
| -------------------------- | -------------------------- | ------------------------ | -------------------------------- |
| プラサ・アマドル           | アリアンサ                 | ドラゴン                 | レアル・エステリ                 |
| ポリス・ユナイテッド       | セントラル                 | Wコネクション            | ドン・ボスコ                     |
| ポット2                    |                            |                          |                                  |
| エレディアーノ             | サプリサ                   | ホンジュラス・プログレソ | オリンピア                       |
| アンティグア               | スチテペケス               | アラベ・ウニド           | バンクーバー・ホワイトキャップス |
| ポット3                    |                            |                          |                                  |
| UANL                       | UNAM                       | パチューカ               | モンテレイ                       |
| ポートランド・ティンバーズ | ニューヨーク・レッドブルズ | FCダラス                 | スポルティング・カンザスシティ   |

## 結果
各グループの3チームはホーム・アンド・アウェーの2回戦総当たり戦（各チーム4試合）を実施する。各グループの最上位チーム（合計8チーム）は、決勝トーナメントに進出する。
各グループで勝ち点が同点のチームが2つ以上ある場合は、以下の順に比較して順位を決定する。
1. 当該チーム同士の対戦における、勝ち点の多少
2. 当該チーム同士の対戦における、得失点差
3. 当該チーム同士の対戦における、アウェーゴール数の多少
4. 当該チームの全試合における、得失点差
5. 当該チームの全試合における、ゴール数の多少
6. 当該チームの全試合における、アウェーゴール数の多少
7. 抽選

試合開始時間は全てアメリカ東部夏時間 (UTC-4)。

### グループA
| 順 | チーム                   | 試 | 勝 | 分 | 敗 | 得 | 失 | 差  | 点 | 出場権           |     | UNA | HON | WCO |
| -- | ------------------------ | -- | -- | -- | -- | -- | -- | --- | -- | ---------------- | --- | --- | --- | --- |
| 1  | UNAM                     | 4  | 3  | 0  | 1  | 15 | 5  | +10 | 9  | 決勝トーナメント |     | —   | 2–0 | 8–1 |
| 1  | ホンジュラス・プログレソ | 4  | 2  | 1  | 1  | 4  | 4  | 0   | 7  |                  |     | 2–1 | —   | 1–0 |
| 3  | Wコネクション            | 4  | 0  | 1  | 3  | 4  | 14 | −10 | 1  |                  | 2–4 | 1–1 | —   |     |

| 2016年8月3日 20:00 |

| Wコネクション                   | 2 - 4    | UNAM                                                                    |
| ヘクター 44分 · チャールズ 84分 | レポート | キンタナ 10分 · ヴァン・ランキン 57分 · ニエート 73分 · イスラス 90+4分 |

| アト・ボルドン・スタジアム, クーバ 主審: エイドリアン・スキート |

| 2016年8月18日 22:00 |

| UNAM                            | 2 - 0    | ホンジュラス・プログレソ |
| エレーラ 66分 · ベルホン 90+2分 | レポート |                          |

| エスタディオ・オリンピコ・ウニベルシタリオ, メキシコシティ 主審: ホセ・ケリーズ |

| 2016年8月25日 20:00 |

| Wコネクション           | 1 - 1    | ホンジュラス・プログレソ |
| セント・プリックス 33分 | レポート | テヘダ 50分 (pen.)       |

| アト・ボルドン・スタジアム, クーバ 主審: バルドメロ・トレド |

| 2016年9月15日 22:00 |

| ホンジュラス・プログレソ | 2 - 1    | UNAM          |
| モンカダ 33、90+1分      | レポート | ニエート 27分 |

| エスタディオ・フランシスコ・モラサン, サン・ペドロ・スーラ 主審: ウォーター・ケサダ |

| 2016年9月29日 22:00 |

| ホンジュラス・プログレソ | 1 - 0    | Wコネクション |
| モンカダ 18分            | レポート |               |

| エスタディオ・フランシスコ・モラサン, サン・ペドロ・スーラ 主審: バルディン・レジスター |

| 2016年10月20日 22:00 |

| UNAM                                                                                            | 8 - 1    | Wコネクション |
| ベルホン 17分 · エレーラ 30、40分 · ガジャルド 55、71分 · ニエート 18分 · マルティネス 85、89分 | レポート | トーマス 18分 |

| エスタディオ・オリンピコ・ウニベルシタリオ, メキシコシティ 主審: ドリューフィッシャー |

### グループB
| 順 | チーム                     | 試 | 勝 | 分 | 敗 | 得 | 失 | 差 | 点 | 出場権           |     | SAP | POR | DRA |
| -- | -------------------------- | -- | -- | -- | -- | -- | -- | -- | -- | ---------------- | --- | --- | --- | --- |
| 1  | サプリサ                   | 4  | 2  | 2  | 0  | 11 | 3  | +8 | 8  | 決勝トーナメント |     | —   | 4–2 | 6–0 |
| 1  | ポートランド・ティンバーズ | 4  | 2  | 1  | 1  | 7  | 7  | 0  | 7  |                  |     | 1–1 | —   | 2–1 |
| 3  | ドラゴン                   | 4  | 0  | 1  | 3  | 2  | 10 | −8 | 1  |                  | 0–0 | 1–2 | —   |     |

| 2016年8月3日 22:00 |

| ポートランド・ティンバーズ    | 2 - 1    | ドラゴン      |
| マキナニー 22分 · バレリ 90分 | レポート | ハウエル 77分 |

| プロビデンス・パーク, ポートランド 主審: ジャフェス・ペレア |

| 2016年8月18日 22:00 |

| サプリサ                                                                           | 6 - 0    | ドラゴン |
| ブラックバーン 4、88分 · カルボ 11分 · アングロ 19分 · トーレス 22分 · セグラ 89分 | レポート |          |

| エスタディオ・リカルド・サプリサ・アイマ, サン・フアン・デ・ティバス 主審: マザーウー・バードー |

| 2016年8月25日 22:00 |

| ドラゴン | 0 - 0    | サプリサ |
|          | レポート |          |

| エスタディオ・ラス・デリシアス, サンタ・テクラ 主審: フェルナンド・ゲレーロ |

| 2016年9月14日 22:00 |

| サプリサ                                                              | 4 - 2    | ポートランド・ティンバーズ |
| セグラ 33分 · アングロ 45分 (pen.), 73分 (pen.) · ロンチェッティ 60分 | レポート | バレリ 6分 · アディ 68分   |

| エスタディオ・リカルド・サプリサ・アイマ, サン・フアン・デ・ティバス 主審: ヤデル・マルティネス |

| 2016年9月27日 22:00 |

| ドラゴン    | 1 - 2    | ポートランド・ティンバーズ |
| メララ 54分 | レポート | アディ 79分 · ナグベ 90分  |

| エスタディオ・ラス・デリシアス, サンタ・テクラ 主審: ホセ・ケリーズ |

| 2016年10月19日 22:00 |

| ポートランド・ティンバーズ | 1 -1     | サプリサ            |
| マキナニー 57分            | レポート | ブラックバーン 23分 |

| プロビデンス・パーク, ポートランド 主審: ウォルター・ロペス |

### グループC
| 順 | チーム                           | 試 | 勝 | 分 | 敗 | 得 | 失 | 差 | 点 | 出場権           |     | VAN | SKC | CEN |
| -- | -------------------------------- | -- | -- | -- | -- | -- | -- | -- | -- | ---------------- | --- | --- | --- | --- |
| 1  | バンクーバー・ホワイトキャップス | 4  | 4  | 0  | 0  | 10 | 2  | +8 | 12 | 決勝トーナメント |     | —   | 3–0 | 4–1 |
| 2  | スポルティング・カンザスシティ   | 4  | 1  | 1  | 2  | 6  | 8  | −2 | 4  |                  |     | 1–2 | —   | 3–1 |
| 3  | セントラル                       | 4  | 0  | 1  | 3  | 4  | 10 | −6 | 1  |                  | 0–1 | 2–2 | —   |     |

| 2016年8月2日 20:00 |

| セントラル | 0 - 1    | バンクーバー・ホワイトキャップス |
|            | レポート | テチェラ 34分                    |

| アト・ボルドン・スタジアム, クーバ 主審: シャーウィン・ムーア |

| 2016年8月16日 20:00 |

| セントラル                      | 2 - 2    | スポルティング・カンザスシティ  |
| ジョセフ 54分 · ジョーンズ 76分 | レポート | シノヴィッチ 51分 · エリス 70分 |

| アト・ボルドン・スタジアム, クーバ 主審: ヘンリー・ベジャラーノ |

| 2016年8月23日 22:00 |

| バンクーバー・ホワイトキャップス | 3 - 0    | スポルティング・カンザスシティ |
| テチェラ 9、65分 · ウルタド 76分 | レポート |                                |

| BCプレイス・スタジアム, バンクーバー 主審: エリックミランダ |

| 2016年9月13日 20:00 |

| スポルティング・カンザスシティ | 1 - 2    | バンクーバー・ホワイトキャップス  |
| ルビオ 55分                    | レポート | ウルタド 41分 · デイヴィス 90+3分 |

| チルドレンズ・マーシー・パーク, カンザスシティ 主審: リカルド・モンテロ |

| 2016年9月28日 22:00 |

| バンクーバー・ホワイトキャップス                     | 4 - 1    | セントラル        |
| ペレス 11分 · テチェラ 22分 (pen.), 70分 · 工藤 49分 | レポート | ド・シルヴァ 44分 |

| BCプレイス・スタジアム, バンクーバー 主審: ルイス・サンタンデール |

| 2016年10月19日 20:00 |

| スポルティング・カンザスシティ                           | 3 - 1    | セントラル    |
| ポーター 50分 · セルボル 55分 · ホールシー 90+1分 (pen.) | レポート | ゴードン 44分 |

| チルドレンズ・マーシー・パーク, カンザスシティ 主審: キンベルワード |

### グループD
| 順 | チーム         | 試 | 勝 | 分 | 敗 | 得 | 失 | 差  | 点 | 出場権           |     | ÁRA | MON | DON |
| -- | -------------- | -- | -- | -- | -- | -- | -- | --- | -- | ---------------- | --- | --- | --- | --- |
| 1  | アラベ・ウニド | 4  | 4  | 0  | 0  | 12 | 5  | +7  | 12 | 決勝トーナメント |     | —   | 2–1 | 2–0 |
| 1  | モンテレイ     | 4  | 2  | 0  | 2  | 9  | 5  | +4  | 6  |                  |     | 2–3 | —   | 3–0 |
| 3  | ドン・ボスコ   | 4  | 0  | 0  | 4  | 2  | 13 | −11 | 0  |                  | 2–5 | 0–3 | —   |     |

| 2016年8月3日 22:00 |

| ドン・ボスコ | 0 - 3    | モンテレイ                                             |
|              | レポート | カルドナ 3分 · ジミ・チャラ 17分 · デ・ニグリス 45+2分 |

| スタッド・シルヴィオ・カトール, ポルトープランス 主審: アルマンドカストロ |

| 2016年8月17日 20:00 |

| モンテレイ          | 2 -3     | アラベ・ウニド                                                    |
| カルドナ 23、90+6分 | レポート | ホセ・ゴンサレス・ジョリー 11分 · シーザー 29分 · バルセナス 50分 |

| エスタディオBBVAバンコメル, グアダルーペ 主審: マリオ・エスコバール |

| 2016年8月24日 20:00 |

| ドン・ボスコ                        | 2 - 5    | アラベ・ウニド                                                                               |
| ダミー・フェデ 33分 · ルシアン 89分 | レポート | アミルカル・エンリケス 4、23分 · ジョセフ・コックス 45分 · ゴンサレス 54分 · バルセナス 62分 |

| スタッド・シルヴィオ・カトール, ポルトープランス 主審: サンディバスケス |

| 2016年9月14日 20:00 |

| アラベ・ウニド                            | 2 - 1    | モンテレイ    |
| ジョセフ・コックス 43分 · ゴンサレス 46分 | レポート | モンテス 57分 |

| エスタディオ・マラカナ, パナマ市 主審: イスマイル エルフ |

| 2016年9月28日 22:00 |

| モンテレイ                                        | 3 - 0    | ドン・ボスコ |
| ロペス 19分 · デ・ニグリス 43分 · ドミンゲス 51分 | レポート |              |

| エスタディオBBVAバンコメル, グアダルーペ 主審: オスカル・モンカダ |

| 2016年10月18日 20:00 |

| アラベ・ウニド  | 2 - 0    | ドン・ボスコ |
| ゴンサレス 19分 | レポート |              |

| エスタディオ・マラカナ, パナマ市 主審: オスカー・レイナ |

### グループE
| 順 | チーム               | 試 | 勝 | 分 | 敗 | 得 | 失 | 差  | 点 | 出場権           |      | PAC | OLI | POL |
| -- | -------------------- | -- | -- | -- | -- | -- | -- | --- | -- | ---------------- | ---- | --- | --- | --- |
| 1  | パチューカ           | 4  | 3  | 1  | 0  | 19 | 4  | +15 | 10 | 決勝トーナメント |      | —   | 1–0 | 3–0 |
| 2  | オリンピア           | 4  | 2  | 1  | 1  | 13 | 6  | +7  | 7  |                  |      | 4–4 | —   | 4–0 |
| 3  | ポリス・ユナイテッド | 4  | 0  | 0  | 4  | 1  | 23 | −22 | 0  |                  | 0–11 | 1–5 | —   |     |

| 2016年8月2日 22:00 |

| パチューカ         | 1 - 0    | オリンピア |
| ゴンサウヴェス 5分 | レポート |            |

| エスタディオ・イダルゴ, パチューカ 主審: アルマンド・ビジャレアル |

| 2016年8月16日 22:00 |

| オリンピア                                               | 4 - 0    | ポリス・ユナイテッド |
| メンデス 2分 · エストゥピニャン 26分 · チリノス 77、80分 | レポート |                      |

| エスタディオ・ティブルシオ・カリアス・アンディーノ, テグシガルパ |

| 2016年8月23日 22:00 |

| パチューカ                                        | 3 - 0    | ポリス・ユナイテッド |
| アギーレ 62分 · ロサノ 79分 · ウレタビスカヤ 86分 | レポート |                      |

| エスタディオ・イダルゴ, パチューカ |

| 2016年9月13日 22:00 |

| ポリス・ユナイテッド | 0 - 11   | パチューカ |
|                      | レポート | ゴンサウヴェス 23分 · ハラ 27分 · ロサノ 30、35、70、79分 · ボッタ 44、51分 · エスキベル 72、85分 · グティエレス 88分 |

| イシドロ・ビートン・スタジアム, ベルモパン |

| 2016年9月29日 20:00 |

| ポリス・ユナイテッド | 1 - 5    | オリンピア                                                                |
| キング 6分           | レポート | コストリー 8、69分 · キオト 17分 · アルバレス 36分 · メヒア 90+3分 (pen.) |

| イシドロ・ビートン・スタジアム, ベルモパン |

| 2016年10月19日 22:00 |

| オリンピア                                                             | 4 - 4    | パチューカ                                                                 |
| キオト 32分 · ジョンソン 45+1分 · コストリー 82分 · メヒア 90分 (pen.) | レポート | グスマン 14分 · ハラ 36分 (pen.) · ウレタビスカヤ 59分 · グティエレス 69分 |

| エスタディオ・ティブルシオ・カリアス・アンディーノ, テグシガルパ |

### グループF
| 順 | チーム                     | 試 | 勝 | 分 | 敗 | 得 | 失 | 差 | 点 | 出場権           |     | NYR | ALI | ANT |
| -- | -------------------------- | -- | -- | -- | -- | -- | -- | -- | -- | ---------------- | --- | --- | --- | --- |
| 1  | ニューヨーク・レッドブルズ | 4  | 2  | 2  | 0  | 5  | 1  | +4 | 8  | 決勝トーナメント |     | —   | 1–0 | 3–0 |
| 2  | アリアンサ                 | 4  | 1  | 2  | 1  | 5  | 4  | +1 | 5  |                  |     | 1–1 | —   | 1–1 |
| 3  | アンティグア               | 4  | 0  | 2  | 2  | 2  | 7  | −5 | 2  |                  | 0–0 | 1–3 | —   |     |

| 2016年8月3日 20:00 |

| ニューヨーク・レッドブルズ                             | 3 - 0    | アンティグア |
| ピント 14分 (o.g.) · ミュイル 61分 · クリエスタン 79分 | レポート |              |

| レッドブル・アリーナ, ハリソン |

| 2016年8月16日 22:00 |

| アリアンサ  | 1 - 1    | ニューヨーク・レッドブルズ |
| ラリン 54分 | レポート | ダマリ 71分                |

| エスタディオ・クスカトラン, サンサルバドル |

| 2016年8月23日 20:00 |

| アリアンサ    | 1 - 1    | アンティグア        |
| ゲレーロ 58分 | レポート | ポルティージョ 75分 |

| エスタディオ・クスカトラン, サンサルバドル |

| 2016年9月15日 20:00 |

| ニューヨーク・レッドブルズ | 1 - 0    | アリアンサ |
| クリエスタン 90分          | レポート |            |

| レッドブル・アリーナ, ハリソン |

| 2016年9月27日 20:00 |

| アンティグア | 0 - 0    | ニューヨーク・レッドブルズ |
|              | レポート |                            |

| TBD |

| 2016年10月18日 22:00 |

| アンティグア         | 1 - 3    | アリアンサ            |
| ラッセル 86分 (pen.) | レポート | ゲレーロ 42、51、61分 |

| TBD |

### グループG
| 順 | チーム           | 試 | 勝 | 分 | 敗 | 得 | 失 | 差 | 点 | 出場権           |     | UAN | HER | PLA |
| -- | ---------------- | -- | -- | -- | -- | -- | -- | -- | -- | ---------------- | --- | --- | --- | --- |
| 1  | UANL             | 4  | 3  | 0  | 1  | 9  | 3  | +6 | 9  | 決勝トーナメント |     | —   | 3–0 | 3–1 |
| 2  | エレディアーノ   | 4  | 1  | 1  | 2  | 4  | 7  | −3 | 4  |                  |     | 1–3 | —   | 2–0 |
| 3  | プラサ・アマドル | 4  | 1  | 1  | 2  | 3  | 6  | −3 | 4  |                  | 1–0 | 1–1 | —   |     |

| 2016年8月4日 22:00 |

| プラサ・アマドル | 1 - 1    | エレディアーノ |
| オルテガ 12分    | レポート | ルイス 49分    |

| エスタディオ・マラカナ, パナマ市 |

| 2016年8月17日 22:00 |

| エレディアーノ  | 1 - 3    | UANL                                                          |
| サンチェス 56分 | レポート | フェルナンデス 46分 · アルバレス 78分 · エスペリクエタ 90+1分 |

| エスタディオ・エラディオ・ロサバル・コルデロ, エレディア |

| 2016年8月24日 22:00 |

| UANL                                                               | 3 - 1    | プラサ・アマドル |
| エスペリクエタ 44分 (pen.) · フェルナンデス 61分 · キニョネス 82分 | レポート | ワード 22分      |

| エスタディオ・ウニベルシタリオ, サン・ニコラス・デ・ロス・ガルサ |

| 2016年9月15日 22:00 |

| エレディアーノ           | 2 - 0    | プラサ・アマドル |
| ルイス 35分 (pen.), 50分 | レポート |                  |

| エスタディオ・エラディオ・ロサバル・コルデロ, エレディア |

| 2016年9月28日 20:00 |

| プラサ・アマドル  | 1 - 0    | UANL |
| バルサージョ 37分 | レポート |      |

| エスタディオ・マラカナ, パナマ市 |

| 2016年10月18日 22:00 |

| UANL                                              | 3 - 0    | エレディアーノ |
| アヤラ 27分 · キニョーネス 35分 · ドゥロール 66分 | レポート |                |

| エスタディオ・ウニベルシタリオ, サン・ニコラス・デ・ロス・ガルサ |

### グループH
| 順 | チーム           | 試 | 勝 | 分 | 敗 | 得 | 失 | 差 | 点 | 出場権           |     | DAL | SUC | EST |
| -- | ---------------- | -- | -- | -- | -- | -- | -- | -- | -- | ---------------- | --- | --- | --- | --- |
| 1  | FCダラス         | 4  | 2  | 2  | 0  | 8  | 4  | +4 | 8  | 決勝トーナメント |     | —   | 0–0 | 2–1 |
| 2  | スチテペケス     | 4  | 1  | 2  | 1  | 4  | 6  | −2 | 5  |                  |     | 2–5 | —   | 1–0 |
| 3  | レアル・エステリ | 4  | 0  | 2  | 2  | 3  | 5  | −2 | 2  |                  | 1–1 | 1–1 | —   |     |

| 2016年8月4日 20:00 |

| FCダラス                        | 2 - 1    | レアル・エステリ |
| バリオス 44分 · フィゲロア 84分 | レポート | ベルドゥン 48分  |

| トヨタ・スタジアム, フリスコ |

| 2016年8月18日 20:00 |

| スチテペケス  | 1 - 0    | レアル・エステリ |
| ルイス 90+1分 | レポート |                  |

| エスタディオ・マテオ・フローレス, グアテマラシティ |

| 2016年8月24日 22:00 |

| レアル・エステリ | 1 - 1    | FCダラス   |
| ピネル 5分       | レポート | ハリス 7分 |

| エスタディオ・インデペンデンシア, エステリ |

| 2016年9月13日 22:00 |

| レアル・エステリ | 1 - 1    | スチテペケス  |
| ウィルソン 70分  | レポート | エスコト 49分 |

| エスタディオ・インデペンデンシア, エステリ |

| 2016年9月28日 20:00 |

| FCダラス | 0 - 0    | スチテペケス |
|          | レポート |              |

| トヨタ・スタジアム, フリスコ |

| 2016年10月20日 20:00 |

| スチテペケス                          | 2 - 5    | FCダラス                                                                             |
| アキンデレ 6分 (o.g.) · モラレス 22分 | レポート | グルエソ 27分 · ヘッジス 36分 · ハリス 51分 · ゴンサレス 87分 (o.g.) · リサラソ 90分 |

| エスタディオ・マテオ・フローレス, グアテマラシティ |